# PSI-20
El PSI-20 - acrònim de Portuguese Stock Index - és el principal índex borsari de l'Euronext Lisboa. És el principal índex de referència del mercat de capitals portuguès. Es compon de les accions de les vint més grans empreses de la borsa de valors de Lisboa i reflecteix l'evolució dels preus d'aquestes accions. El valor del PSI-20 es remunta al 31 de desembre del 1992 en què se situà a 3.000 punts. Fou llançat per servir d'indicador de l'evolució del mercat accionista portuguès i per donar suport a la negociació de contractes futurs i opcions.

## Composició
L'índex PSI-20 segons la revisió del 2 de març de 2011, després de la substitució de l'empresa paperera Inapa pel Grupo Financiero Banif:
| Companyia                       | Sector (ICB)                 | Símbol        | Pes en l'índex (%)1 |
| ------------------------------- | ---------------------------- | ------------- | ------------------- |
| Altri                           | Indústria diversificada      | Euronext ALTR | 0,95                |
| Banco Comercial Português       | Banca                        | Euronext BCP  | 9,72                |
| Banco Espírito Santo            | Banca                        | Euronext BES  | 6,49                |
| Banco Português de Investimento | Banca                        | Euronext BPI  | 1,81                |
| Grup Financer Banif             | Banca                        | Euronext BNF  | 0,64                |
| Brisa                           | Serveis de transport         | Euronext BRI  | 4,44                |
| Cimpor                          | Materials de construcció     | Euronext CPR  | 2,24                |
| EDP Renovables                  | Energies renovables          | Euronext EDPR | 4,84                |
| Energies de Portugal            | Electricitat                 | Euronext EDP  | 15,01               |
| Galp Energia                    | Petroli i gas                | Euronext GALP | 15,19               |
| Jerónimo Martins                | Alimentació al detall        | Euronext JMT  | 10,87               |
| Mota-Engil                      | Construcció                  | Euronext EGL  | 0,50                |
| Portucel                        | Paperera                     | Euronext PTI  | 2,11                |
| Pharol                          | Holding                      | Euronext PHR  | -                   |
| Redes Energéticas Nacionais     | Electricitat                 | Euronext RENE | 1,29                |
| Semapa                          | Materials de construcció     | Euronext SEM  | 1,82                |
| Sonae                           | Alimentació al detall        | Euronext SON  | 2,85                |
| Sonaecom                        | Telefonia mòbil              | Euronext SNC  | 0,58                |
| Sonae Indústria                 | Materials de construcció     | Euronext SONI | 0,49                |
| ZON Multimédia                  | Radiodifusió i entreteniment | Euronext ZON  | 2,93                |